# Lachemilla pectinata
Lachemilla pectinata är en rosväxtart som först beskrevs av Carl Sigismund Kunth, och fick sitt nu gällande namn av Werner Hugo Paul Rothmaler. Lachemilla pectinata ingår i släktet Lachemilla och familjen rosväxter. Inga underarter finns listade i Catalogue of Life.